# E3 Saxo Classic 2023
La 65.ª edición de la clásica ciclista E3 Saxo Classic fue una carrera en Bélgica que se celebró el 24 de marzo de 2023 sobre un recorrido de 204,1 kilómetros con inicio y final en la ciudad de Harelbeke. 
La carrera formó parte del UCI WorldTour 2023, calendario ciclístico de máximo nivel mundial, siendo la undécima carrera de dicho circuito y fue ganada por el belga Wout van Aert del Jumbo-Visma. Completaron el podio, como segundo y tercer clasificado respectivamente, el neerlandés Mathieu van der Poel del Alpecin-Deceuninck y el esloveno Tadej Pogačar del UAE Emirates.

## Equipos participantes
Tomaron parte en la carrera 25 equipos: 18 de categoría UCI WorldTeam y 7 de categoría UCI ProTeam. Formaron así un pelotón de 175 ciclistas de los que acabaron 101. Los equipos participantes fueron:
| WorldTeams (18)- AG2R Citroën Team - Alpecin-Deceuninck - Astana Qazaqstan Team - Bahrain Victorious - Bora-Hansgrohe - Cofidis - EF Education-EasyPost - Groupama-FDJ - Ineos Grenadiers - Intermarché-Circus-Wanty - Jumbo-Visma - Movistar Team - Soudal Quick-Step - Arkéa-Samsic - Team Jayco AlUla - Team DSM - Trek-Segafredo - UAE Team Emirates ProTeams (7)- Bingoal WB - Israel-Premier Tech - Lotto Dstny - Q36.5 Pro Cycling Team - Team Flanders-Baloise - TotalEnergies - Uno-X Pro Cycling Team |
| |

## Clasificación final
- La clasificación finalizó de la siguiente forma:[2]

| \| Clasificación general \| Clasificación general \| Clasificación general \| Clasificación general \| Clasificación general \| \| Ciclista \| Ciclista \| Equipo \| Tiempo \| \| \| --------------------- \| --------------------- \| --------------------- \| --------------------- \| --------------------- \| \| 1.º \| Wout van Aert \| Jumbo-Visma \| 4 h 44 min 59 s \| \| \| 2.º \| Mathieu van der Poel \| Alpecin-Deceuninck \| + 0 s \| \| \| 3.º \| Tadej Pogačar \| UAE Team Emirates \| + 0 s \| \| \| 4.º \| Matteo Jorgenson \| Movistar Team \| + 33 s \| \| \| 5.º \| Iván García Cortina \| Movistar Team \| + 44 s \| \| \| 6.º \| Stefan Küng \| Groupama-FDJ \| + 56 s \| \| \| 7.º \| Matej Mohorič \| Bahrain Victorious \| + 56 s \| \| \| 8.º \| Valentin Madouas \| Groupama-FDJ \| + 1 min 25 s \| \| \| 9.º \| Søren Kragh Andersen \| Alpecin-Deceuninck \| + 1 min 31 s \| \| \| 10.º \| Filippo Ganna \| Ineos Grenadiers \| + 1 min 31 s \| \| |                      |                    |                 |
| |                      |                    |                 |
| Fuente: ProCyclingStats |                      |                    |                 |
| Clasificación general |                      |                    |                 |
| Ciclista | Ciclista             | Equipo             | Tiempo          |
| 1.º | Wout van Aert        | Jumbo-Visma        | 4 h 44 min 59 s |
| 2.º | Mathieu van der Poel | Alpecin-Deceuninck | + 0 s           |
| 3.º | Tadej Pogačar        | UAE Team Emirates  | + 0 s           |
| 4.º | Matteo Jorgenson     | Movistar Team      | + 33 s          |
| 5.º | Iván García Cortina  | Movistar Team      | + 44 s          |
| 6.º | Stefan Küng          | Groupama-FDJ       | + 56 s          |
| 7.º | Matej Mohorič        | Bahrain Victorious | + 56 s          |
| 8.º | Valentin Madouas     | Groupama-FDJ       | + 1 min 25 s    |
| 9.º | Søren Kragh Andersen | Alpecin-Deceuninck | + 1 min 31 s    |
| 10.º | Filippo Ganna        | Ineos Grenadiers   | + 1 min 31 s    |

## Ciclistas participantes y posiciones finales
Convenciones:
- AB: Abandono
- FLT: Retiro por llegada fuera del límite de tiempo
- NTS: No tomó la salida
- DES: Descalificado o expulsado

## UCI World Ranking
La E3 Saxo Classic otorgó puntos para el UCI World Ranking para corredores de los equipos en las categorías UCI WorldTeam, UCI ProTeam y Continental. Las siguientes tablas son el baremo de puntuación y los diez corredores que obtuvieron más puntos:
| Posición   | 1.º | 2.º | 3.º | 4.º | 5.º | 6.º | 7.º | 8.º | 9.º | 10.º | 11.º | 12.º | 13.º | 14.º | 15.º | 16.º-20.º | 21.º-30.º | 31.º-50.º | 51.º-55.º | 56.º-60.º |
| Puntuación | 400 | 320 | 260 | 220 | 180 | 140 | 120 | 100 | 80  | 68   | 56   | 48   | 40   | 32   | 28   | 24        | 16        | 8         | 4         | 2         |

| Clasificación |                      |                    |        |
| Posición      | Ciclista             | Equipo             | Puntos |
| ------------- | -------------------- | ------------------ | ------ |
| 1.º           | Wout van Aert        | Jumbo-Visma        | 400    |
| 2.º           | Mathieu van der Poel | Alpecin-Deceuninck | 320    |
| 3.º           | Tadej Pogačar        | UAE Team Emirates  | 260    |
| 4.º           | Matteo Jorgenson     | Movistar           | 220    |
| 5.º           | Iván García Cortina  | Movistar           | 180    |
| 6.º           | Stefan Küng          | Groupama-FDJ       | 140    |
| 7.º           | Matej Mohorič        | Bahrain Victorious | 120    |
| 8.º           | Valentin Madouas     | Groupama-FDJ       | 100    |
| 9.º           | Søren Kragh Andersen | Alpecin-Deceuninck | 80     |
| 10.º          | Filippo Ganna        | INEOS Grenadiers   | 68     |